# Pilbara Strike
Den Pilbara Strike, der mehr als drei Jahre dauerte, begann mit 800 und wurde von 600 Aborigines-Farmarbeitern in der Pilbararegion in Western Australia vom 1. Mai 1946 bis zum August 1949 durchgeführt. Sie streikten für gerechte Löhne, bessere Arbeitsbedingungen, Menschen- und Kulturrechte und für ihr Recht an ihrem angestammten Land. 
Dieser Streik war der erste Streik unter massenhafter Beteiligung von Aborigines in der Geschichte Australiens. Er gilt als der Auslöser des Kampfes der Aborigines für ihre Landrechte. Im Jahre 1939 hatte der Streik Cummeragunja Walk-off stattgefunden, in dem 150 Aborigines ihre Arbeit für bessere Lebensbedingungen und Menschenrechte niederlegten und 1966 der Gurindji Strike, in dem die Aborigines für gleiche Löhne von „Schwarz und Weiß“ kämpften.

## Arbeits- und Lebensbedingungen
Die streikenden Aborigines, die in zahlreichen Vieh- und Schafzuchtstationen im nordwestlichen Western Australia arbeiteten, wollten mindestens 30 Shillings als Wochenlohn ausbezahlt und nicht mehr im Gegenwert von 12 Shillings in Naturalien erhalten, das Recht ihre Interessensvertreter selbst frei zu wählen und die freie Arbeitsplatzwahl. Von den 1890er bis in die 1920er Jahre war es üblich Aborigines Arbeitsleistungen in Form von Tabak, Mehl und anderen lebensnotwendigen Gütern zu erstatten. Die Auszahlung des Lohns in Naturalform wurde letztlich erst 1968 abgeschafft. Die Landarbeiter waren aber auch in ihrer Bewegungsfreiheit entrechtet. Sie wurden polizeilich verfolgt und wieder zur Viehstation zurückgebracht, wenn sie diese verließen. Ihre Streikforderung war im Kern auch die Forderung nach Selbstbestimmung.

## Streikvorbereitungen
Der Streik wurde von Dooley Bin Bin, Clancy McKenna und Don McLeod geführt, ein aktiver Gewerkschafter und ein kurzzeitiges Mitglied der Communist Party of Australia. 
McLeod schrieb in seinem Buch How the West was Lost, das 1984 erschien, dass der Streik auf dem geheimen Treffen der Aborigines zum Thema Aborigines-Rechte 1942 in Skull Springs stattfand, einem Ort, der durch das Skull-Creek-Massaker an Aborigines mit 60 bis 70 Ermordeten bekannt ist. McLead war der einzige Europäer auf diesem Treffen, an dem etwa 200 Stammesvertreter teilnahmen, vor allem aus dem Norden Australiens. Es wurde beschlossen, dass der Streik nach dem Ende des Zweiten Weltkriegs in mehreren Orten stattfinden soll.

## Streikverlauf
Am 1. Mai 1946 verließen etwa 800 Farmarbeiter ihre Arbeitsstellen, wovon 600 als Streikende nicht mehr auf ihren ursprünglichen Arbeitsplatz zurückkehrten. Etwa 100 Landarbeiter verließen die Viehstation-Pilbara und bauten ihr eigenes Streikcamp auf. Die Streikmaßnahmen erstreckten sich über 10.500 km ² Farmland. In Broome und Derby und in weiteren Orten fanden zunächst Streiks statt, die unter dem Druck der Polizei nach kurzer Zeit endeten. Lediglich in Pilbara wurde der Streik weitergeführt. Die Streikenden in Pilbara hatten kein Telefon und kein Radio, sie konnten weder englisch lesen noch schreiben und sie mussten sich untereinander in 23 Aborigines-Sprachen verständigen.
Ursprünglich richtete sich die Politik der Gewerkschaften Australiens vor allem an den Interessen der „weißen“ Arbeiter aus, dies änderte sich jedoch durch diesen Streik und die Aborigines wurden als Teil der Arbeiterbewegung begriffen.
Einer der Führer des Streiks Don McLeod, ein „Weißer“, war Mitglied der Australian Workers’ Union und er hatte auch die Aufgabe im Hafen von Port Hedland Unterstützung zu organisieren und die Verbindung zur Gewerkschaft der Seamen Union of Australia halten. Diese sollten den Transport der Schafswolle blockieren. 19 Gewerkschaften in Western Australia und weitere überregionale Gewerkschaften unterstützten diesen Streik. Die Woman’s Christian Temperance Union half ein Committee for the Defense of Native Rights (Komitee zur Verteidigung der Rechte der Aborigines) einzurichten und organisierte Informationsveranstaltungen über den Streik. 
Während des Streikverlaufs kam es zu zahlreichen Inhaftierungen. Im Dezember 1946 wurde McLeod, wegen der Behinderung von Aborigines an der rechtmäßigen Arbeitsaufnahme, verhaftet. Daraufhin marschierten Aborigines zum Gefängnis von Port Hedland und er wurde freigelassen. McLeod wurde während des Pilbara-Streiks insgesamt siebenmal verhaftet.
Einen problematischen Zwischenfall gab es während des Streikverlaufs als zwei Polizisten während des Streiks ins Five Mile Camp bei Marble Bar eindrangen und Hunde von Aborigines erschossen. Daraufhin entwaffneten die Campbewohner die Polizisten, da sie darin eine Gefahr für ihr Leben sahen. An dieser Maßnahme war auch Jacob Oberdoo beteiligt, der drei- bis viermal verhaftet wurde und 1972 die British-Empire-Medaille erhalten sollte, deren Annahme er jedoch verweigerte. 
Die Streikenden waren auf Grund der Streikumstände und -länge gezwungen ihre traditionelles Buschleben wieder zu führen, sie jagten Kängurus, ernährten sich von Bush Food und von Muscheln. Um sich zu ernähren, betrieben sie auch Landwirtschaft und schürften nach Bodenschätzen. Ein Bergwerk aus dieser Zeit von ihnen wurde erst 1959 aufgegeben.
Im August 1949, kurz vor Beginn der neuen Saison für Schafscherer, bestreikte die Seamen’s Union den Transport der Schafswolle aus der Pilbara-Station. Am dritten Tag nach dieser gewerkschaftlichen Unterstützung war die Blockade erfolgreich. Regierungsvertreter wollten nun den Streikenden entgegenkommen, sofern diese die Transportblockade beenden. Eine Woche später erklärten die Regierungsvertreter, dass sie nie eine derartige Zusage gemacht hätten.
Nachdem der Streik beendet war, gingen viele an ihre Arbeitsstelle zurück und arbeiteten dort wieder, oder erwarben Viehzuchtstationen, öffneten eigene Bergwerke und arbeiteten in Kooperativen mit Aborigines.

## Streikbewertung
1949 urteilte der High Court of Australia, dass die Aborigines ein Recht hatten, sich zu organisieren und ihre eigenen Vertreter zu wählen. Der Pilbara Strike war kein voller Erfolg, aber er war von großer historischer Bedeutung für Australien und ein Beispiel dafür, dass sich die Aborigines erfolgreich für Menschen- und Arbeitsrechte einsetzen können und dass Streik einen Weg für die Landrechtsbewegung der Aborigines öffnen kann. Die Auseinandersetzung um gleiche Löhne für Aborigines wurde erst 1966 durch den Gurindji Strike am Wave Hill in Northern Territory erfolgreich abgeschlossen.

## Streikkultur
Die Schriftstellerin Dorothy Hewett besuchte 1946 Port Hedland und schrieb das Gedicht Clancey and Dooley and Don Mclead über den Streik. 1987 wurde ein Dokumentarfilm über diesen Streik gedreht, der Film How the West was Lost, in dem u. a. auch gezeigt wird, dass die Streikenden eine eigene Gesangs- und Freizeitkultur entwickelt hatten.